# Todesfall Trayvon Martin
Der Todesfall Trayvon Martin ereignete sich am Abend des 26. Februar 2012 in Sanford im US-Bundesstaat Florida, als ein  Nachbarschaftswachmann, der 28-jährige Latino George Zimmerman, den 17-jährigen afroamerikanischen Highschool-Schüler Trayvon Martin (* 5. Februar 1995) erschoss. Als Begründung gab Zimmerman Notwehr an. Dieser Todesfall und seine Umstände lösten in den Vereinigten Staaten eine landesweite Rassismusdiskussion aus, die auch in anderen Ländern rezipiert wurde. Zimmerman wurde des Mordes mit bedingtem Vorsatz (second degree murder) angeklagt. Der Prozess begann am 10. Juni 2013 in Sanford. Am 13. Juli 2013 wurde Zimmerman von einer sechsköpfigen Jury nach 16-stündiger Beratung für unschuldig (not guilty) befunden und freigesprochen.

## Abfolge der Ereignisse
George Zimmerman, Mitglied einer Nachbarschaftswache in einer Wohnanlage von Sanford, sah Trayvon Martin auf dem Weg von einem Gemischtwarenladen, wo er sich eine Packung Kaudragees (Skittles) und eine Dose Fruchtsaft gekauft hatte, zum Haus der Freundin seines Vaters gehen. Zimmerman rief die Polizei an und berichtete über verdächtiges Verhalten des Jugendlichen: This guy looks like he is up to no good. He is on drugs or something. („Dieser Kerl sieht so aus, als ob er nichts Gutes im Schilde führt. Der ist auf Drogen oder so.“) Kurz darauf gab Zimmerman der Polizei durch, dass der Verdächtige zu laufen angefangen habe und er ihn verfolge. Die Polizei wies ihn darauf hin, dass er dies nicht tun müsse: We don’t need you to do that („Das ist nicht notwendig“), worauf dieser mit „OK“ antwortete. Zur selben Zeit führte Trayvon Martin ein Telefonat mit einer Freundin, in dem er sich darüber beklagte, dass ihn ein bedrohlich wirkender weißer Mann (“a creepy ass cracker”) verfolge. Wenig später erschoss Zimmerman den unbewaffneten Jugendlichen während eines Handgemenges.
| Abschrift von Zimmermans Telefonat mit der Polizei | Übersetzung |
| --- | --- |
| Dispatcher: Sanford Police Department. … Zimmerman: Hey, we’ve had some break-ins in my neighborhood, and there’s a real suspicious guy, uh, [near] Retreat View Circle. Um, the best address I can give you is 111 Retreat View Circle. This guy looks like he’s up to no good, or he’s on drugs or something. It’s raining and he’s just walking around, looking about. Dispatcher: Okay, and this guy is he white, black, or Hispanic? Zimmerman: He looks black. Dispatcher: Did you see what he was wearing? Zimmerman: Yeah. A dark hoodie, like a grey hoodie, and either jeans or sweatpants and white tennis shoes. He’s [unintelligible], he was just staring… Dispatcher: Okay, he’s just walking around the area… Zimmerman: …looking at all the houses. Dispatcher: Okay… Zimmerman: Now he’s just staring at me. Dispatcher: Okay. You said it’s 1111 Retreat View? Or 111? Zimmerman: That’s the clubhouse… Dispatcher: That’s the clubhouse. Do you know what the – he’s near the clubhouse right now? Zimmerman: Yeah, now he’s coming towards me. Dispatcher: Okay. Zimmerman: He’s got his hand in his waistband. And he’s a black male. Dispatcher: How old would you say he looks? Zimmerman: He’s got a button on his shirt. Late teens. Dispatcher: Late teens. Okay. Zimmerman: Something’s wrong with him. Yup, he’s coming to check me out. He’s got something in his hands. I don’t know what his deal is. Dispatcher: Just let me know if he does anything, okay? Zimmerman: How long until you get an officer over here? Dispatcher: Yeah, we’ve got someone on the way. Just let me know if this guy does anything else. Zimmerman: Okay. These assholes, they always get away. When you come to the clubhouse, you come straight in and make a left. Actually, you would go past the clubhouse. Dispatcher: So it’s on the lefthand side from the clubhouse? Zimmerman: No, you go in straight through the entrance and then you make a left…uh, you go straight in, don’t turn, and make a left. Shit, he’s running [car door open warning chimes heard]. Dispatcher: He’s running? Which way is he running? Zimmerman: Down towards the other entrance to the neighborhood. Dispatcher: Which entrance is that that he’s heading towards? Zimmerman: The back entrance…fucking [disputed/unintelligible] Dispatcher: Are you following him? Zimmerman: Yeah. Dispatcher: Okay, we don’t need you to do that. Zimmerman: Okay. Dispatcher: All right, sir, what is your name? Zimmerman: George…He ran. Dispatcher: All right, George, what’s your last name? Zimmerman: Zimmerman. Dispatcher: And George, what’s the phone number you’re calling from? Zimmerman: [redacted] Dispatcher: All right, George, we do have them on the way. Do you want to meet with the officer when they get out there? Zimmerman: Yeah. Dispatcher: Alright, where you going to meet with them at? Zimmerman: If they come in through the gate, tell them to go straight past the club house, and uh, straight past the club house and make a left, and then they go past the mailboxes, that’s my truck… [unintelligible] Dispatcher: What address are you parked in front of? Zimmerman: I don’t know. It’s a cut through so I don’t know the address. Dispatcher: Okay. Do you live in the area? Zimmerman: Yeah, I…[unintelligible] Dispatcher: What’s your apartment number? Zimmerman: It’s a home. It’s 1950. Oh crap. I don’t want to give it all out. I don’t know where this kid is. Dispatcher: Okay. Do you want to just meet with them right near the mailboxes then? Zimmerman: Yeah, that’s fine. Dispatcher: All right, George. I’ll let them know to meet you around there okay? Zimmerman: Actually, could you have them call me and I’ll tell them where I’m at? Dispatcher: Okay, yeah. That’s no problem. Zimmerman: Should I give you my number or you got it? Dispatcher: Yeah, I got it [redacted] Zimmerman: Yeah, you got it. Dispatcher: Okay. No problem. I’ll let them know to call you when they’re in the area. Zimmerman: Thanks. Dispatcher: You’re welcome. | Leitstelle: Polizei von Sanford. Zimmerman: Hallo, wir hatten einige Einbrüche in meiner Nachbarschaft, uh, und hier ist ein wirklich verdächtiger Kerl, [in der Straße] Retreat View Circle. Ehm, die beste Adresse, die ich Ihnen geben kann, ist 111 Retreat View Circle. Dieser Kerl sieht aus, als führte er nichts Gutes im Schilde, oder er ist auf Drogen oder so etwas. Es regnet, und er läuft umher und schaut sich um. Leitstelle: Okay, und dieser Kerl – ist er weiß, schwarz oder Hispanic? Zimmerman: Er sieht schwarz aus. Leitstelle: Haben Sie gesehen, was er anhatte? Zimmerman: Ja. Einen dunklen Kapuzenpullover, wahrscheinlich einen grauen Kapuzenpullover, dazu entweder Jeans oder eine Jogginghose und weiße Tennisschuhe. Er ist [unverständlich], er hat nur gestarrt… Leitstelle: Okay, er läuft nur in der Gegend herum … Zimmerman: …betrachtet alle Häuser. Leitstelle: Okay… Zimmerman: Jetzt starrt er mich an. Leitstelle: Okay, Sie sagten es ist 1111 Retreat View Circle? Oder 111? Zimmerman: Das ist das Clubhaus. Leitstelle: Es ist das Clubhaus. Wissen Sie, was der – er ist genau jetzt in der Nähe des Clubhauses? Zimmerman: Ja, jetzt kommt er auf mich zu. Leitstelle: Okay. Zimmerman: Er hat eine Hand in seinem Hosenbund. Und es ist ein schwarzer Mann. Leitstelle: Wie alt würden Sie ihn einschätzen? Zimmerman: Er hat einen Button an seinem T-Shirt. Fortgeschrittenes Teenager-Alter. Leitstelle: Fortgeschrittenes Teenager-Alter. Okay. Zimmerman: Etwas stimmt nicht mit ihm. Jep, er kommt, um nach mir zu sehen. Er hat etwas in der Hand. Ich weiß nicht, was er vorhat. Leitstelle: Geben Sie mir Bescheid, wenn er noch etwas tut, okay? Zimmerman: Wie lange, bis sie einen Beamten hierherbringen können? Leitstelle: Nun, jemand ist bereits auf dem Weg. Geben Sie mir Bescheid, wenn er noch etwas tut. Zimmerman: Okay. Diese Arschlöcher, immer kommen sie davon. Wenn Sie zum Clubhaus kommen, gehen Sie direkt darauf zu und dann nach links. Eigentlich würden sie am Clubhaus vorbeigehen. Leitstelle: Es ist also die linke Seite vom Clubhaus? Zimmerman: Nein, sie gehen geradeaus durch den Eingang und dann nach links … ähm, sie gehen direkt hinein, nicht nach links umdrehen. Scheiße, er rennt. [ein Warnsignal für offengelassene Autotür ertönt] Leitstelle: Er rennt? In welche Richtung rennt er? Zimmerman: Runter in Richtung des anderen Eingangs zur Wohnanlage. Leitstelle: Welcher Eingang ist das, den er ansteuert? Zimmerman: Der Hintereingang, verdammte(r) … [unverständliches Fluchen]. Leitstelle: Folgen Sie ihm? Zimmerman: Ja. Leitstelle: Okay, das brauchen Sie nicht. Zimmerman: Okay. Leitstelle: In Ordnung, Sir, wie ist Ihr Name? Zimmerman: George … Er rennt. Leitstelle: In Ordnung, Sir, wie ist Ihr Nachname? Zimmerman: Zimmerman. Leitstelle: Und George, wie lautet die Nummer des Telefons, mit dem Sie anrufen? Zimmerman: [redaktionell entfernt] Leitstelle: In Ordnung, George, sie sind unterwegs. Möchten Sie sich mit dem Officer treffen, sobald sie dort angekommen sind? Zimmerman: Ja. Leitstelle: In Ordnung, wo werden Sie sie treffen? Zimmerman: Wenn sie durch das Tor kommen, sagen Sie ihnen, sie sollen geradewegs auf das Clubhaus zugehen, und ah, genau auf das Clubhaus zu und dann nach links, dann gehen sie an den Briefkästen vorbei, dort steht mein Geländewagen … [unverständlich] Leitstelle: Vor welcher Adresse haben Sie geparkt? Zimmerman: Ich weiß nicht. Da ist eine Schneise, deshalb weiß ich die Adresse nicht. Leitstelle: Okay. Wohnen Sie in der Gegend? Zimmerman: Ja, ich … [unverständlich] Leitstelle: Wie lautet ihre Apartment-Nummer? Zimmerman: Es ist ein [eigenes] Haus. Es ist die 1950. Oh Mist. Ich möchte nicht alles verraten. Ich weiß nicht, wo der Jugendliche ist. Leitstelle: Okay. Wollen Sie sie genau bei den Briefkästen treffen? Zimmerman: Ja, das ist gut. Leitstelle: In Ordnung, George, ich lasse sie wissen, dass sie Sie dort antreffen, okay? Zimmerman: Wäre es möglich, dass Sie sie [die herannahende Einsatzkraft] mich anrufen lassen und ich sage ihnen dann, wo ich bin? Leitstelle: Okay, ja. Das ist kein Problem. Zimmerman: Soll ich Ihnen meine Nummer geben oder haben Sie sie? Leitstelle: Ja, ich habe sie: [redaktionell entfernt]. Zimmerman: Ja, das ist sie. Leitstelle: Okay, kein Problem. Ich informiere sie, dass sie Sie anrufen sollen, sobald sie eintreffen. Zimmerman: Danke. Leitstelle: Bitte sehr. |
| Chronologie der Ereignisse am 26. Februar 2012 | |
| - Irgendwann am Abend des 26. Februar 2012 macht sich Trayvon Martin von dem Haus, wo er für einige Zeit bei seinem Vater wohnt, auf den Weg zu einem 7-Eleven-Laden in der Nähe, um Snacks zu kaufen. - 18:24:18 Von der Videoüberwachungsanlage des Ladens wird aufgezeichnet, wie sich Martin eine Tüte Skittles und einen Fruchtsaft kauft. - 18:54 – 19:12 Martin führt ein 18-minütiges Mobilfunkgespräch mit einer guten Freundin. Das Telefonat wird am Ende unterbrochen. - 19:09:34 – 19:13:41 George Zimmerman ruft das Sanford Police Department von seinem Wagen aus an; die Länge des Gespräches beträgt 4 Minuten und 7 Sekunden. - 19:11:33 Zimmerman berichtet dem Disponenten in der Leitstelle der Polizei, dass Trayvon Martin läuft. - 19:11:59 Auf die Frage des Disponenten „Folgen Sie ihm?“ antwortet Zimmerman mit „Ja.“ Der Disponent fügt an: „OK, Sie müssen das jetzt nicht für uns tun.“ Zimmerman antwortet mit „OK.“ - 19:12:00 – 19:12:59 Martins Freundin ruft ihn im Verlauf dieser Minute auf dem Mobiltelefon an. - 19:13:10 Zimmerman sagt, er wisse nicht, wo sich Martin aufhalte. - 19:13:41 Zimmermans Telefonat mit der Polizei endet. - 19:16:00 – 19:16:59 Martins Gespräch mit seiner Freundin wird während dieser Minute unterbrochen. - 19:16:11 Erster Notruf eines Zeugen über einen Kampf in der geschlossenen Wohnlage, Hilferufe sind im Hintergrund zu hören. - 19:16:55 Ein Schuss ist während eines Notrufes zu hören. - 19:17 Der erste Polizist, Officer T. Smith, erreicht im Einsatzwagen die Straße Retreat View der geschlossenen Wohnanlage. - 19:17:40+ Officer Smith erreicht den Tatort. - 19:19:07 Einer der Umstehenden fotografiert Zimmermans Kopfverletzungen. - 19:19:43 Officer Smith nimmt Zimmerman in Gewahrsam. - 19:25+ Ein Polizist fotografiert George Zimmerman in einem Einsatzwagen. - 19:30 Trayvon Martin wird von einem Rettungssanitäter am Tatort für tot erklärt. - 19:40 Zimmermans Verletzungen werden bei der Feuerwehr von Sanford behandelt. - 19:52 Zimmermans Ankunft auf der Polizeiwache wird auf Video aufgenommen. - 20:30 Martins Vater und seine Verlobte kehren in ihr Haus zurück. Sie bemerken, dass Trayvon nicht da ist, sind aber nicht besorgt, weil sie vermuten, dass er bei einem Cousin ist. - 23:21 Ein Mitarbeiter der Spurensicherung fotografiert Zimmermans Verletzungen und Hände; er führt auch eine GSR-Untersuchung durch. Zimmermans Ehefrau bringt ihrem Mann andere Kleidung, damit seine Kleidung als Beweismittel bei der Polizei bleiben kann. | |

Bei 2:21 des Anrufes gibt es eine umstrittene Stelle: „The back entrance … fucking [disputed/unintelligible]“. Es ist nicht verständlich, was Zimmerman sagt. Aufmerksamkeit erregte die erste Lesart „fucking coons“, was eine rassistische Äußerung darstellen würde. Später kam die Lesart „fucking cold“ hinzu, die sich nur auf das Wetter bezieht. Eine weitere Lesart ist „fucking punks“. Andere Analysten bewerteten die Stelle als unverständlich. Im Prozess wurde von Verteidigung und Anklage diese Stelle des Telefonats mit „fucking punks“ wiedergegeben.

## Ermittlungen

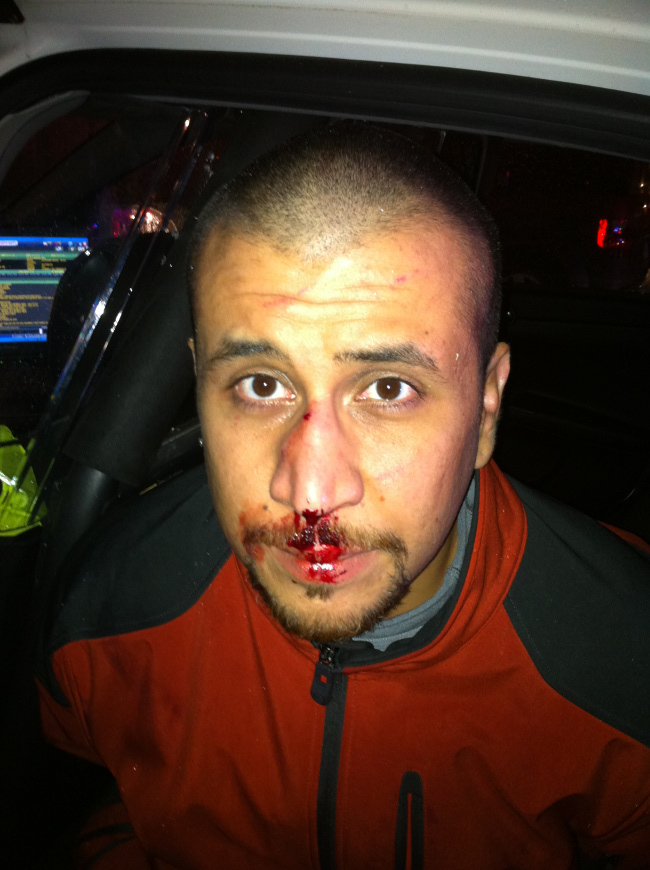
Zimmerman unmittelbar nach der vorläufigen Festnahme im Streifenwagen

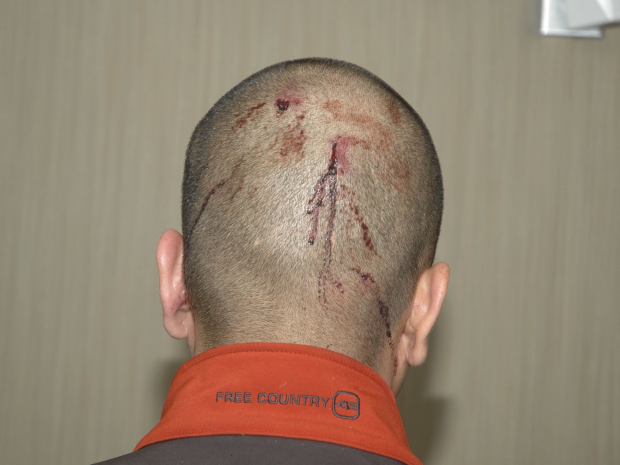
Der Hinterkopf von Zimmerman nach Ankunft in der Polizeistation

Die Umstände des Todes von Trayvon Martin wurden zunächst von der lokalen Polizei (Sanford Police Department) untersucht. Dabei wurde George Zimmerman festgenommen und auf die örtliche Polizeidienststelle gebracht. Auf eine Alkohol- oder Drogenkontrolle bei Zimmerman wurde verzichtet. Bei der Vernehmung durch den leitenden Untersuchungsbeamten Chris Serino gab Zimmerman an, dem Jugendlichen gefolgt zu sein, ihn dann aber aus den Augen verloren zu haben. Als er zu seinem Wagen zurückgekehrt sei, habe Martin ihn von hinten angegriffen, niedergeschlagen und habe, nachdem er bereits am Boden lag, seinen Kopf noch mehrfach auf den Beton des Fußweges geschlagen. Aus Angst um sein Leben habe er zur Waffe gegriffen und Martin in die Brust geschossen. Er habe in Notwehr gehandelt. Nach mehreren Zeugenaussagen soll der finalen tätlichen Auseinandersetzung mit dem Todesschuss jedoch ein lautstarker Streit vorausgegangen sein.
Fotos von Zimmerman im Streifenwagen und bei der Polizei zeigen ihn mit blutigem Gesicht und blutigem Hinterkopf.
Zimmermans Erklärungen erschienen Serino jedoch nicht schlüssig. Am Ende des Verhörs schrieb er in einem Affidavit (eidesstattliche Erklärung), dass er von Zimmermans Darstellung der Ereignisse nicht überzeugt sei, und forderte die Ausstellung eines Haftbefehls für Zimmerman wegen Totschlags bzw. fahrlässiger Tötung von Trayvon Martin („manslaughter/negligent homicide“).
Der zu dieser Zeit amtierende Polizeichef von Sanford, Bill Lee Jr., nahm daraufhin gemeinsam mit Robert O’Connor, dem Leiter der Ermittlungsabteilung, Rücksprache mit dem zuständigen Bezirksstaatsanwalt, Norman R. Wolfinger. (Wolfinger war der für das Brevard County und das Seminole County zuständige Staatsanwalt.) Wolfinger weigerte sich jedoch, einen Haftbefehl zu beantragen, weil nach seiner Auffassung die (bis dahin) vorliegenden Fakten nicht ausreichten, um beweisen zu können, dass Zimmerman außerhalb des „Stand-your-ground law“ gehandelt habe. Folglich wurde George Zimmerman bereits wenige Stunden nach seiner Festnahme wieder auf freien Fuß gesetzt.
In Folge verteidigte der Polizeichef von Sanford, Bill Lee Jr., diese Entscheidung gegenüber Medien und Öffentlichkeit:

“When the Sanford Police Department arrived at the scene of the incident, Mr. Zimmerman provided a statement claiming he acted in self-defense which at the time was supported by physical evidence and testimony.”

„Als die Polizei von Sanford am Tatort eintraf, erklärte Herr Zimmerman, dass er in Notwehr gehandelt habe, was zu diesem Zeitpunkt auch von den sichtbaren Spuren und den Zeugenaussagen bestätigt wurde.“

Und:

“By Florida Statute, law enforcement was PROHIBITED from making an arrest based of the facts and circumstances they had at the time.”

„Nach den Gesetzen Floridas war es der Polizei auf der Grundlage der Fakten und Kenntnissen der Umstände, die sie zu diesem Zeitpunkt hatten, [auch] VERBOTEN eine Verhaftung vorzunehmen.“

Infolge dieser und weiterer Äußerungen gerieten Sanford Polizeichef Bill Lee Jr. sowie (Bezirks-)Staatsanwalt Norman R. Wolfinger zunehmend in die Kritik.

### Rücktritt des Polizeichefs von Sanford
Am 21. März 2012 entzog der Stadtrat von Sanford (Sanford City Commission) Polizeichef Bill Lee Jr. sein Vertrauen. Wenige Stunden später legte Lee, der diesen Posten erst am 8. Mai 2011 angetreten hatte, sein Amt – vorübergehend – nieder. Er erklärte, dass seine Rolle als Leiter der Polizeidienststelle zu „Ablenkungen“ bei den Ermittlungen geführt habe. Darren Scott – bis dahin Polizei-Captain – übernahm die Interimsleitung der Polizeistation.
Am 23. April 2012 bot Lee Jr. seinen endgültigen Rücktritt an. Die Sanford City Commission weigerte sich jedoch mit 3:2 Stimmen, diesen Rücktritt anzunehmen. (Bürgermeister Jeff Triplett und die beiden Commissioner Patty Mahany und Randy Jones wiesen Lees Rücktrittsgesuch ab, die beiden Commissioner Velma Williams und Mark McCarty waren hingegen bereit, den Rücktritt zu akzeptieren).

### Ablösung des Staatsanwalts
Am 20. März 2012 hatte der bis dahin zuständige Bezirksstaatsanwalt Norman R. Wolfinger noch erklärt, eine Grand Jury solle am 10. April 2012 entscheiden, ob die vorliegenden Beweise ausreichen, um Anklage gegen Zimmerman zu erheben: „I share in the desire of the family and the community to accurately collect and evaluate all the facts surrounding the tragic death of Trayvon Martin.“ („Ich teile den Wunsch der Familie und der Gemeinde [von Sanford], alle Fakten, die den tragischen Tod von Trayvon Martin betreffen, sorgfältig zu sammeln und auszuwerten.“)
Als Kritik und Druck von traditionellen Medien und Demonstranten an Art und Weise der Ermittlungen immer stärker wurden, zog Rick Scott, Gouverneur von Florida, Wolfinger am 22. März 2012 von diesem Fall ab und übertrug der Staatsanwältin Angela B. Corey, die bis dahin für den 4th Judical Circuit of Florida (Duval County, Nassau County und Clay County) zuständig war, die Leitung der Untersuchung („Special prosecutor“). Corey erklärte, dass keine Grand Jury (wie von ihrem Vorgänger Wolfinger avisiert), sondern sie allein über eine Anklage gegen George Zimmerman entscheiden werde. Dies ließ erkennen, dass Zimmerman in erster Instanz nicht wegen Mordes (First Degree Murder) angeklagt wird. Bei Fällen, in denen der Strafrahmen bis zur Todesstrafe reicht, ist in Florida der Entscheid einer Grand Jury zur Einleitung eines Gerichtsprozesses obligatorisch.

## Stand-your-ground-Gesetz

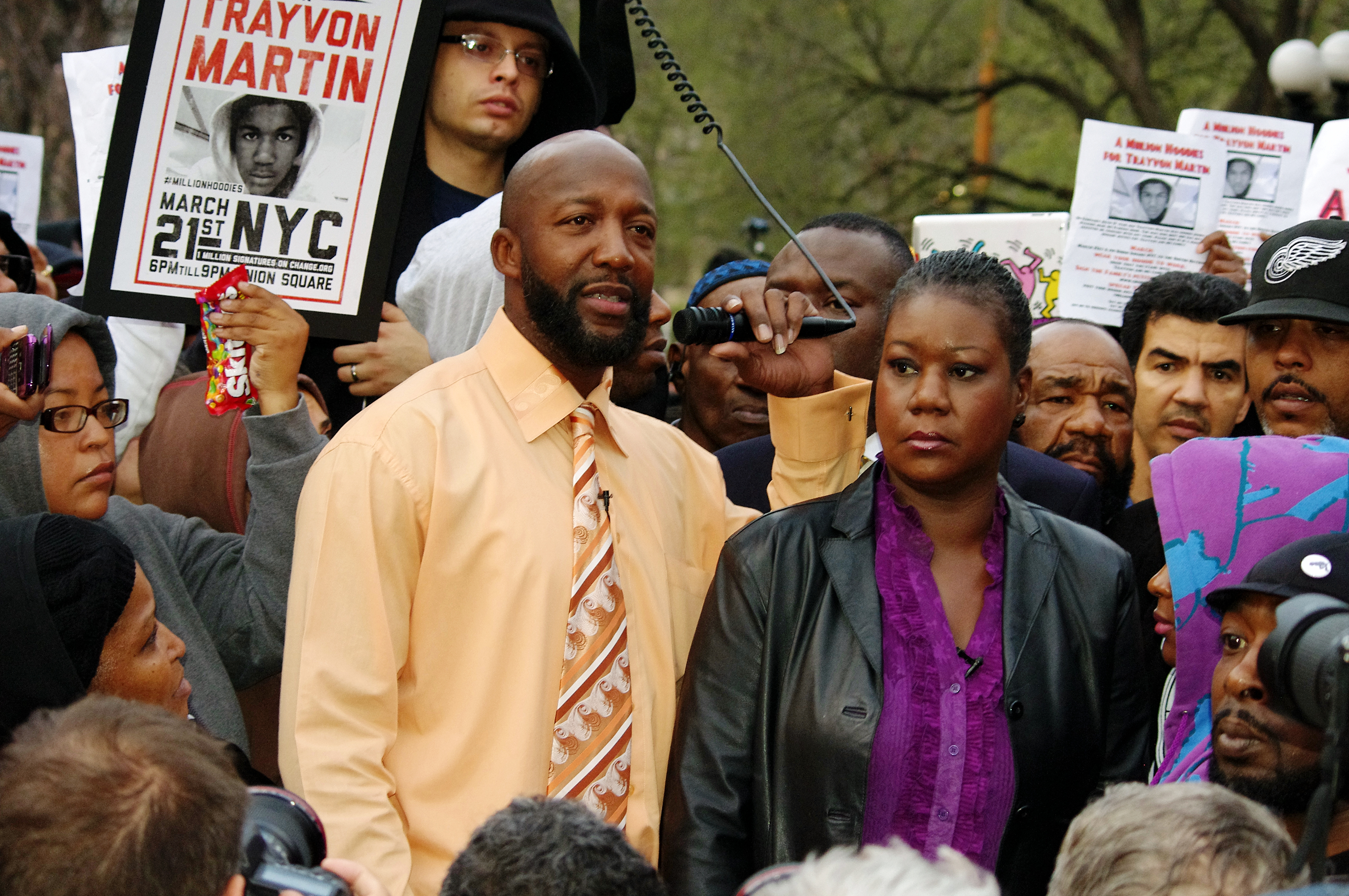
Trayvon Martins Eltern bei einer Demonstration in New York am 21. März 2012

Der Fall löste eine Diskussion über die Voraussetzungen und Grenzen der Notwehr aus, insbesondere im Bundesstaat Florida. Die Polizeibeamten hatten geltend gemacht, sie hätten aufgrund des seit 2005 in Florida geltenden sogenannten „Stand-your-ground law“, das unter dem republikanischen Gouverneur Jeb Bush Gesetzeskraft erlangt hatte, keine Handhabe gegen Zimmerman. Der Waffengebrauch sei bei Auseinandersetzungen in der Öffentlichkeit zur Notwehr zulässig und sie hätten keinen Anlass, an der Darstellung des Geschehens durch Zimmerman zu zweifeln.
Die Republikaner Durell Peaden und Dennis K. Baxley, die das Gesetz in den Gesetzgebungsprozess eingebracht hatten, erklärten, es besage lediglich, dass gesetzestreue Menschen nicht dazu verpflichtet sind, vor einem Angreifer zurückzuweichen, sondern das Recht hätten, Gewalt mit Gewalt zu begegnen. An keiner Stelle des Gesetzes stehe aber, dass eine Person das Recht habe, die Konfrontation mit einer anderen Person provokativ herbeizuführen. Die Notruf-Telefonaufzeichnungen würden die Vermutung nahelegen, dass Zimmerman seine Grenzen überschritten habe, als er der Polizei durchgab, er werde Trayvon Martin folgen, und dann die Aufforderung der Polizei, dies nicht zu tun, einfach ignorierte. „In diesem Augenblick verlor er sein Recht auf Selbstverteidigung“, erklärte Peaden. „Als er sagte ‚Ich folge ihm’, verlor er sein Recht auf Selbstverteidigung.“
Die entsprechende Passage in den Florida Statutes, Chapter 776 – Justifiable Use of Force:
776.013 (3):

“A person who is not engaged in an unlawful activity and who is attacked in any other place where he or she has a right to be has no duty to retreat and has the right to stand his or her ground and meet force with force, including deadly force, if he or she reasonably believes it is necessary to do so to prevent death or great bodily harm to himself or herself or another or to prevent the commission of a forcible felony.”

„Eine Person, die nicht in eine ungesetzliche Handlung verwickelt ist und an einem Ort angegriffen wird, an dem sie das Recht hat, sich aufzuhalten, ist nicht verpflichtet zurückzuweichen, sondern berechtigt, standzuhalten und Gegengewalt einschließlich tödlicher Gewalt einzusetzen, wenn diese Person vernünftigerweise glaubt, diese sei notwendig, um ihr Leben oder das anderer zu schützen oder sich oder andere vor schwerer körperlicher Verletzung zu schützen oder die Begehung eines Gewaltverbrechens zu verhindern.“

Michael Bloomberg, der Bürgermeister von New York City, kritisierte, dass die 2005 in Florida als erstem Bundesstaat eingeführte „Stand your-ground“-Regel 2012 – sieben Jahre später – bereits in weiteren 25 Bundesstaaten eingeführt war. Wurden bis 2005 in Florida noch 34 Tötungsfälle unter der Rubrik Notwehr verbucht, so waren es nach Inkrafttreten der neuen Regel mehr als 100 Tötungsfälle. Bloomberg sagte:

„Man kann einfach keine zivilisierte Gesellschaft haben, wenn jeder eine Waffe besitzt und selbst darüber entscheiden darf, ob ihn jemand bedroht oder nicht.“

## Rassismusdiskussion

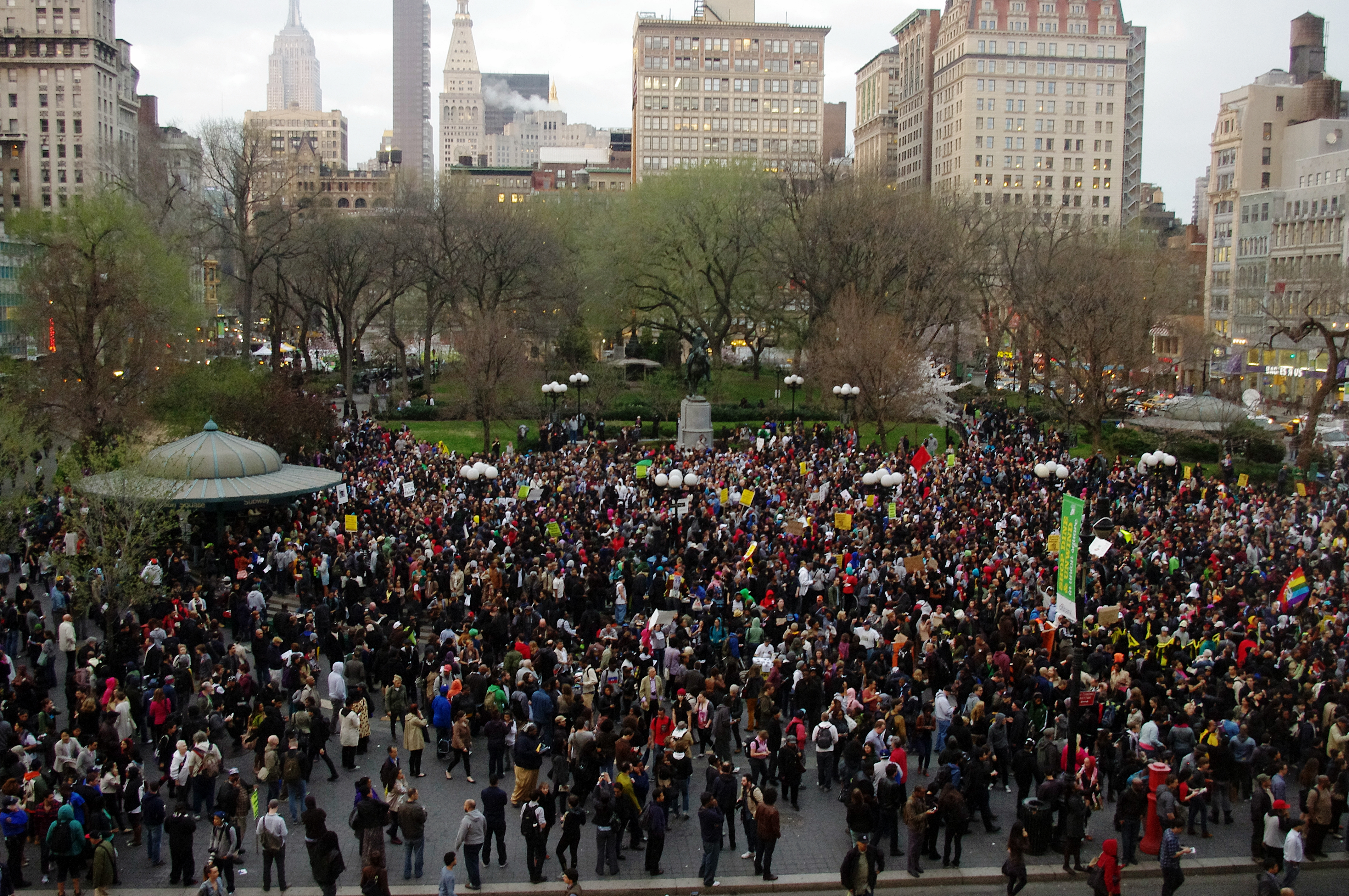
Demonstration am Union Square in New York City am 21. März 2012

In den USA kam es zwei Wochen nach dem Tod Trayvon Martins zu landesweiten Demonstrationen gegen Rassendiskriminierung und Polizeiwillkür. In diesem Zusammenhang nahm das FBI Ermittlungen auf, die sich gegen den Täter richten und auch das Verhalten der Polizeibeamten vor Ort untersuchen sollen. Von entscheidender Bedeutung ist dabei, ob die Tat einen rassistischen Hintergrund hat, da für die Verfolgung eines sogenannten hate crime Bundesbehörden zuständig wären. Ein langjähriger Freund Zimmermans erklärte, dass dieser sich ihm gegenüber, selbst schwarz, nie rassistisch geäußert habe. Am 24. März 2012 protestierten erneut Tausende Demonstranten in Washington, New York, Chicago und Tampa gegen rassistische Tendenzen in den USA. Viele Demonstranten traten dabei ostentativ in Kapuzenpullover (hooded sweatshirts, hoodies) auf, wie sie gerne von afroamerikanischen Jugendlichen getragen werden.
Eine führende Rolle bei den Demonstrationen spielte der schwarze New Yorker Prediger und Geschäftsmann Al Sharpton. Viel zitiert wird sein Satz:

“We can put a black man in the White House but we cannot walk a black child through a gated neighbourhood.”

„Wir können einen schwarzen Mann ins Weiße Haus setzen, aber wir können ein schwarzes Kind nicht durch eine geschützte Wohnsiedlung laufen lassen.“

## Mordanklage gegen Zimmerman
Am 11. April 2012, etwa sechs Wochen nach dem Tod von Martin, wurde der Todesschütze Zimmerman wegen Mordes mit bedingtem Vorsatz (Second Degree Murder – oder auch Murder two) angeklagt. Die Sonderermittlerin der Staatsanwaltschaft Corey betonte, dass die Staatsanwaltschaft nicht aufgrund öffentlichen Drucks handle, sondern wie in jedem anderen Fall auf der Grundlage von Fakten und der Gesetze Floridas. Zimmerman, der seit der Tat untergetaucht war, habe sich den Behörden gestellt und befinde sich im Seminole County Jail.
Murder two war die schwerwiegendste Anklage, welche die Staatsanwaltschaft selbst vorbringen konnte. Eine Anklage auf First Degree Murder (in Deutschland und der Schweiz: Mord) hätte zuvor einer Anhörung vor einer Grand Jury (einem Großen Geschworenengericht) bedurft. Dieses Prozedere erschien Corey offensichtlich zu unsicher. Der Strafrahmen für Mord mit bedingtem Vorsatz liegt zwischen 25 Jahren und lebenslanger Haft.

### Erster Gerichtstermin für Zimmerman
Am 12. April 2012 befand Richter Herr vom Seminole County Circuit die von Staatsanwältin Corey vorgelegte Begründung der Anklage gegen Zimmerman (Affidavit of probable cause) für hinreichend, um die Klage zuzulassen, und setzte das Datum der formellen Anklageverlesung fest.
Die Staatsanwaltschaft stützte ihre Anklage unter anderem auf folgenden Tatvorwurf: Zimmerman habe sich Trayvon Martin in feindlicher Absicht genähert (confronted). Martin habe mit seiner Freundin telefoniert, welche ihm geraten habe, nach Hause (das heißt zum Haus der Verlobten seines Vaters) zurückzulaufen. In der Folge habe Martin dieses Haus zu erreichen versucht. Zimmerman habe ihn aber nicht entkommen lassen wollen, bevor die Polizei eintraf. Daher sei er aus seinem Wagen gestiegen und sei Martin gefolgt. Er habe das dem Beamten der Notrufzentrale der Polizei (911-Call-Center) mitgeteilt. Als dieser ihn darauf hinwies, dies sei nicht notwendig, habe Zimmerman dies nicht befolgt und sei Trayvon Martin weiter gefolgt. Als Zimmerman Martin erreicht habe, sei es zunächst zu einem lautstarken Wortwechsel und dann zu einem Kampf gekommen. Unmittelbar danach riefen mehrere Zeugen die Notrufzentrale der Polizei (911-Call-Center) an. Sie berichteten von dem lauten Wortwechsel, dann von einem Kampf und verzweifelten Hilferufen. Die um Hilfe schreiende Stimme wurde bei mindestens einem der Notrufe durch die Notrufzentrale der Polizei mit aufgezeichnet. Zimmermans Familie sagte aus, dass Zimmerman zu hören sei. Martins Familie sagte aus, dass Martin zu hören sei. Bei mindestens einem der Anrufe wurde ein Geräusch aus dem Hintergrund aufgezeichnet, das vom tödlichen Schuss ausgegangen sein muss. Die Staatsanwaltschaft bezeichnete ihre Aufzählung der Tatsachen und Beweismittel als nicht vollständig.
Am 29. Mai 2012 sollte Zimmerman erneut vor Gericht stehen. Richterin sollte Jessica Recksiedler sein. Nachdem diese erfolgreich wegen Befangenheit abgelehnt worden war, übernahm ihr Kollege Kenneth M. Lester Jr. den Fall.

### Freiheit auf Kaution
Am 20. April 2012 – zehn Tage nach seiner Verhaftung – entschied ein Seminole County Gericht (Richter Kenneth M. Lester jr./s. o.), dass George Zimmerman bis zum Prozessbeginn freikommen könne, wenn er eine Kaution von 150.000 US-Dollar (ca. 114.000 Euro) aufbringe und weitere Auflagen einhalte. Die Staatsanwaltschaft hatte eine Kaution von einer Million Dollar gefordert; Zimmermans Anwalt Mark O’Mara eine Kaution von 15.000 US-Dollar.
Zuvor hatte sich Zimmerman zum ersten Mal bei den Eltern von Trayvon Martin entschuldigt:

“I wanted to say I am sorry for the loss of your son. I did not know how old he was, I thought he was a little bit younger than I am. And I did not know if he was armed or not.”

„Ich wollte sagen, dass der Verlust Ihres Sohnes mir leid tut. Ich wusste nicht, wie alt er war – Ich dachte, er sei ein kleines bisschen jünger als ich. Und ich wusste nicht, ob er bewaffnet war oder nicht.“

Zugleich blieb Zimmerman bei seiner Version, er habe aus Notwehr gehandelt, als er Martin am Boden liegend während einer tätlichen Auseinandersetzung erschoss.
Die Eltern von Martin und der Anwalt der Familie, Benjamin Crump, erklärten, die Entschuldigung von Zimmerman komme 50 Tage zu spät, um glaubwürdig zu sein. Zimmerman sei es nur darum gegangen, einen guten Eindruck auf das Gericht zu machen, um auf Kaution aus der Haft zu kommen. „The defendant didn’t apologize in multiple statements to police, he didn’t apologize through his lawyers and he didn’t apologize on a web site he set up to raise money for his defense, the Martin family lawyer said. Why did he wait until all the cameras were on him, and his freedom was on the line, to say he was sorry?“ („Der Angeklagte [Zimmerman] hat sich nicht entschuldigt während seiner zahlreichen Aussagen bei der Polizei; er hat nicht seine Anwälte veranlasst sich für ihn zu entschuldigen; und er hat sich auch nicht entschuldigt auf seiner Web-Seite, die er einrichtete, um Geld für seine Verteidigung einzusammeln. Warum [also] hat er gewartet, bis alle Kameras auf ihn gerichtet waren, es um seine Freiheit ging, um [erst dann] zu sagen, dass er sich entschuldige?“)
Von den 150.000 US-Dollar (rd. 114.000 Euro) musste Zimmerman 10 Prozent (i. e. 15.000 US-Dollar) sofort aufbringen. Es war ihm erlaubt, sich außerhalb Floridas aufzuhalten, allerdings wurde sein Reisepass eingezogen.
In Folge erklärte Zimmerman sich für „nicht schuldig“.
Am 1. Juni 2012 widerrief ein Richter in Sanford Zimmermans Freilassung auf Kaution. Die Staatsanwaltschaft warf ihm und seiner Ehefrau Shellie vor, die Justiz über seine tatsächliche finanzielle Situation getäuscht zu haben. Zimmerman hatte sich und seine Familie als mittellos dargestellt. Laut Staatsanwaltschaft hatte Zimmerman aber zu dem Zeitpunkt, als vom Gericht über die Höhe der Kaution entschieden wurde, über eine Website 135.000 Dollar für seine Verteidigung gesammelt. Dieses Geld erwähnten er und seine Frau bei der ersten Kautionsanhörung nicht. „Der Angeklagte hat versucht, das System zu manipulieren“ – so Richter Kenneth Lester.
Anfang Juli 2012 wurde die Kaution auf nunmehr eine Million Dollar (ca. 800.000 Euro) festgesetzt, da Zimmerman nach Einschätzung des Gerichts keine Gefahr für die Öffentlichkeit darstelle. Nach Hinterlegung von zehn Prozent dieser Summe (100.000 Dollar) wurde Zimmerman auf freien Fuß gesetzt. Neben der höheren Kautionssumme ordnete der Richter die elektronische Überwachung Zimmermans durch eine Fußfessel sowie Hausarrest zwischen 18 und 6 Uhr an. Zudem wurde ihm untersagt, ein Konto zu eröffnen oder einen Reisepass zu beantragen.
Der Gerichtstermin wurde auf den 10. Juni 2013 festgelegt.

## Prozess
Im Juli 2012 warf Zimmermans Anwalt O’Mara Richter Kenneth R. Lester Jr. Befangenheit vor. O’Mara erklärte, Richter Lester habe im Verlauf der ersten Anhörung die Ansicht geäußert, dass Zimmerman versuche „[…] das System [das Gericht] zu seinem eigenen Vorteil zu manipulieren“. Es war eine Reaktion auf die falschen Angaben, die Zimmerman im Verlauf der Kautionsverhandlung zu seinen Finanzen gemacht hatte.
Das Gericht habe bereits ein negatives Bild von Zimmerman und sein Mandant könne kein faires Verfahren mehr erwarten. Als Richter Lester es ablehnte, wegen Befangenheit zurückzutreten, wandte sich Zimmermans Anwalt an ein Berufungsgericht (Florida appeals court). Am 29. August 2012 gab der Fifth District Circuit Court of Appeal in Daytona Bay dem Antrag von Zimmermans Verteidiger auf einen Richterwechsel statt, „obwohl die Behauptungen in dem Ersuchen von George Zimmerman [für einen Richterwechsel] unzureichend sind“ und entschied, dass die Gerichtsverhandlung von einem neuen Richter geführt werden solle. Am 30. August 2012 wurde daher Seminole County Circuit Judge Debra S. Nelson dem Rotationsprinzip folgend als neue Richterin eingesetzt.
Am 10. Juni 2013 startete der Prozess. Vor den Eröffnungsplädoyers fand die Auswahl der sechs Geschworenen aus 500 geladenen Kandidaten aus dem Seminole County statt. In Florida besteht eine Jury nur dann aus zwölf Geschworenen, wenn als Urteil auch eine Todesstrafe möglich ist. Am 18. Juni 2013 wurde die Anzahl der potenziellen Geschworenen auf 40 reduziert.
Nach 10 Tagen am 20. Juni wurde die Auswahl der Geschworenen abgeschlossen mit der Auswahl von sechs Geschworenen und vier weiteren als Reserve. Alle sechs Geschworenen waren weiblich, während von den Reservegeschworenen zwei weiblich und zwei männlich waren.
Zu Beginn des Prozesses erklärte Richterin Nelson, dass die Vergangenheit Martins, insbesondere sein Marijuanakonsum, gewalttätige Auseinandersetzungen und Fotos auf dem Handys des Opfers, im Prozess nicht erwähnt werden durften. Sie räumte aber die Möglichkeit ein, ihre Meinung während des Prozesses zu ändern.
Am 8. Juli 2013 erklärte Richterin Nelson schließlich, dass die Verteidigung der Jury erzählen dürfte, Martin habe Marijuana im Blut gehabt, als er starb. Die Verteidigung nutzte dies jedoch nicht und es wurde auch nicht als Beweismittel festgestellt.
Der eigentliche Prozess begann schließlich mit den Eröffnungsstatements. Die Staatsanwaltschaft verwies darin auf die fehlenden Beweise der ausgehenden Gefahr durch Martin und zeichnete Zimmerman als einen Lügner. Er sei ein „wannabe cop“. Die Verteidigung fokussierte sich auf die Attacke Martins auf Zimmerman und dass Martin genug Zeit gehabt hätte, nach Hause zu gehen und stattdessen Zimmerman angriff.
Zunächst war die Staatsanwaltschaft am Zug und präsentierte 26 Zeugen, darunter Freunde Martins, neun Polizisten, vier Experten (unter anderem zwei Gerichtsmediziner und einen Experten für Stimmanalyse), sechs Nachbarn und die Freundin Martin, mit der er vor seinem Tod telefonierte. Vom 5. bis zum 10. Juli präsentierte die Verteidigung ihre Beweise und ihre 16 Zeugen. Unter den Zeugen waren viele Angehörige und Freunde Zimmermans und zwei Experten (Pathologie und ein ehemaliger Polizist).
Nach den Befragungen versuchte die Verteidigung zwei Mal den Fall aufgrund fehlender Beweise zu verwerfen. Beide Versuche wurden von Richterin Nelson abgelehnt. Nach den Schlussplädoyers am 12. Juli gab die Richterin bekannt, dass auch eine Verurteilung wegen fahrlässiger Tötung in Frage käme. Nach einer sechzehnstündigen Beratung wurde Zimmerman am 13. Juli 2013 von den Geschworenen freigesprochen.

## Nach dem Urteil
Das US-Justizministerium prüfte, ob sich Zimmerman der Verletzung von Bürgerrechten schuldig gemacht habe und deshalb vor ein Bundesgericht gestellt werden könnte. Es kam letztlich jedoch nicht zu einer diesbezüglichen Klage vor einem Bundesgericht.
US-Präsident Obama ließ nach dem Urteil ein kurzes Statement verbreiten: Der Tod Martins sei eine „Tragödie“ für ganz Amerika; die USA seien aber ein Rechtsstaat und eine Jury habe geurteilt.
Sechs Tage nach dem Urteil äußerte sich Obama nochmals: Der Tod Martins habe die Frage aufgeworfen, warum sich junge Afroamerikaner Gedanken über Racial Profiling machen müssten. „Als Trayvon Martin erschossen wurde, habe ich gesagt, er könne mein Sohn sein. Ein anderer Weg das zu sagen ist: Auch ich hätte Trayvon Martin sein können, vor 35 Jahren.“ Obama konstatierte generell, dass geprüft werden müsse, ob die Gesetzgebung einzelner US-Staaten Konfrontationen schüre.
Im September 2013 rief Zimmermans Ehefrau, die kurz zuvor die Scheidung eingereicht hatte, die Polizei an. Sie erklärte ihr Ehemann habe ihr iPhone beschädigt, ihren Vater angegriffen sowie sie mit einer Schusswaffe bedroht. Später korrigierte sie ihre Aussage und gab an keine Waffe gesehen zu haben. Sie verzichtete auf eine Strafverfolgung. Im November 2013 wurde Zimmerman vorläufig festgenommen, weil eine Freundin äußerte, dass Zimmerman sie aus ihrer Wohnung gedrängt, die Tür verschlossen und sie mit einer Waffe bedroht habe. Später zog sie die Anschuldigung, mit einer Waffe bedroht worden zu sein, zurück und verzichtete auf eine Strafverfolgung.
Am 11. Mai 2015 wurde auf George Zimmerman geschossen, während er in seinem Auto unterwegs war. Er wurde hierbei durch Glas- und Metallsplitter verletzt, die Kugel verfehlte ihn jedoch. Die zuständige Polizeibehörde gab später bekannt, der mutmaßliche Täter Matthew Apperson sei bereits zuvor wegen ungewöhnlicher Verhaltensweisen aufgefallen, scheine eine Fixierung auf Zimmerman entwickelt zu haben und leide womöglich unter einer bipolaren Störung. Apperson wurde später wegen versuchten Mordes zu einer Freiheitsstrafe von 20 Jahren verurteilt.
Am 12. Mai 2016 wurde bekannt, dass Zimmerman die Waffe, mit der er Martin erschoss, zur Versteigerung angeboten hatte. Nach zwei erfolglosen Auktionen, die wegen völlig überhöhter Scheingebote oder einer Welle negativer Reaktionen gegen das Auktionshaus abgebrochen wurden, erzielte die Waffe im Mai 2016 einen Preis von rund 140.000 Dollar. Am 18. Mai 2016 erzielte die 9-mm-Waffe auf dem Verkaufsportal der United Gun Group als „Ein Stück amerikanische Geschichte“ 250.000 USD. Mit dem Erlös will Zimmerman „diverse Interessensgruppen unterstützen“.

## Populärkulturelle Rezeption
Die US-Serie South Park widmete 2013 dem Vorfall eine Episode, in der er parodistisch mit dem Actionfilm World War Z aus demselben Jahr in Verbindung gebracht wird. Martin bzw. Zimmerman wurden in Liedern der US-amerikanischen Rapper Macklemore (A Wake), Eminem mit Kendrick Lamar (Love Game), Jay-Z (Talk Up, 2018) sowie des afroamerikanischen Sängers Frank Ocean (Nikes, 2016) erwähnt. Die Crossover-Band Body Count des US-amerikanischen Künstlers Ice-T widmete ihm den Song Black Hoodie auf ihrem Album Bloodlust. Macklemore erinnerte an den Vorfall, als er seinen American Music Award verliehen bekam.

## Politische Folgen
Siehe Hauptartikel: Black Lives Matter
Die Skepsis gegenüber einem reinen Online-Aktivismus hat nach der Tötung von Trayvon Martin zur Gründung der neuen Bürgerrechtsbewegung „Dream Defenders“ in Florida geführt.

„Um das Leben in unseren Gemeinden zu verändern, brauchen wir Macht, nicht bloß Follower.“